# お楽しみ演芸特選
お楽しみ演芸特選（おたのしみえんげいとくせん）は、NHKラジオ第1放送で2008年4月6日から2009年3月8日まで放送されていた演芸番組である。

## 概要
『ラジオ名人寄席』番組打ち切りに伴い、2008年4月より同一放送時間で内容を一新しスタートした。
2008年4月6日の1回目放送冒頭で、「これ迄、この時間に放送しておりました『ラジオ名人寄席』では、一部の音源に著作権の不明な物がございました。そこで、この番組では、NHKの音源を中心に適切な物を選んで放送して参ります」とのアナウンスがされた。
2009年3月8日、番組放送終了。
テーマ曲は一噌幸弘「とひょひょ」。

## 放送時間
- 2008年4月6日〜2009年3月8日　毎週日曜日 16:05 - 16:53（全27回）
  - 番組編成上、大相撲や全国高等学校野球選手権大会の中継放送により、放送期間中には、3週間程度の番組放送休止期間があった。

### 特別興行
- 2008年5月3日 15:05 - 16:53 「お楽しみ演芸特選 お彼岸特別興行」

## 出演者
司会
- 内藤啓史（NHKアナウンサー）

## 番組構成
1. オープニング口上。
「お楽しみ演芸特選」昭和を駆け抜けた「名人・上手」の珠玉の芸が、時代を超えて輝き続けます。今は見る事が叶わない、一世を風靡した名人からユニークな芸風を持った人気者迄、貴重な演芸の数々をお届けして参ります。
2. 番組司会者 自己紹介。
3. 今回放送する演者・演目名の紹介。
4. 演目
5. 放送した演者・演目名の紹介。
6. 「中入り」に放送する音楽の演奏者名・曲名の紹介。
7. 16:20 - 16:23 「中入り」として、音楽を放送（一部の地域では、音楽をBGMにして「道路交通情報」）。
8. 番組後半放送の演者・演目名の紹介。
9. 演目
10. 番組後半に放送した演者・演目名の紹介。
11. 本日放送した演者・演目名の紹介と、番組エンディング挨拶。

## 復活版
2025年4月20日より、毎月第3・4・5週の土曜日19:25-19:50に「蔵出し名人会」が生放送されている。開始された2025年はNHK放送開始と昭和がそれぞれ100周年目に当たるため、NHK所有の音源の中から、主に落語を中心とした話芸に長けた名人たちの講演を改めて紹介する。司会は水谷彰宏。